# 宇都宮東郵便局
宇都宮東郵便局（うつのみやひがしゆうびんきょく）は、栃木県宇都宮市宿郷三丁目にある郵便局である。民営化前の分類では集配普通郵便局であった。

## 概要
住所：〒321-8799 栃木県宇都宮市宿郷3-20-2

### 分室
- 岩舟分室 - 住所：〒329-4305 栃木県栃木市岩舟町静戸484-1 河島運輸関東営業所内
  - ゆうパックを地域区分局ごとに区分する業務（地域区分局業務）を行う。県内配達局あてや一部時間帯の全国地域区分局あて区分業務は本局にて行う。ゆうゆう窓口の設置はなし。

### 出張所（局外ATM）
民営化後は、ゆうちょ銀行さいたま支店の受持となっている。
- ベルモール内出張所
- 宇都宮大学峰校舎内出張所
- 福田屋百貨店内出張所

## 沿革
- 1980年（昭和55年）5月19日 - 宇都宮東郵便局として、宇都宮市宿郷町に開局。同日、宇都宮中央郵便局から集配業務の一部と、石井郵便局から集配業務の全部を移管[1]。
- 1998年（平成10年）9月1日 - 外国通貨の両替および旅行小切手の売買に関する業務取扱を開始
- 2007年（平成19年）10月1日 - 民営化に伴い、併設された郵便事業宇都宮東支店に一部業務を移管。
- 2012年（平成24年）10月1日 - 日本郵便株式会社の発足に伴い、郵便事業宇都宮東支店を宇都宮東郵便局に統合。

## 取扱内容
- 郵便、印紙、ゆうパック、内容証明
- 貯金、為替、振替、振込、国際送金、外貨両替・トラベラーズチェック、国債、投資信託
- 生命保険、バイク自賠責保険、自動車保険
- ゆうちょ銀行ATM
- 郵便番号の上2桁が32の地域あての郵便物を配達局ごとに区分する業務（地域区分局業務）
- 「321-00xx」「321-09xx」区域（宇都宮市の一部）の集配業務
- ゆうゆう窓口

## 周辺
- 宇都宮大学峰キャンパス
- 宇都宮国道事務所
- そよかぜ公園

## アクセス
- JR宇都宮駅（東口）から徒歩約17分
- 関東自動車バス・JRバス 平松町停留所下車
- 北関東自動車道 宇都宮上三川ICから北へ約8km、東北自動車道 宇都宮ICから南東へ約12km
- 国道4号沿い
  - 宇都宮市中心街および西部からは南大通り（国道123号）平松町交差点を左折
  - 新4号国道（宇都宮環状道路東側）および清原地区からは国道123号平松町交差点を右折
- 駐車場あり：43台